# Hervartov
Hervartov (węg. Hervartó) – wieś gminna (obec) na Słowacji, w powiecie Bardejów, w kraju preszowskim.

## Położenie
Wieś leży ok. 8 km na południowy zachód od Bardejowa, na pograniczu Gór Czerchowskich i Pogórza Ondawskiego, a ściślej - wchodzącego w jego skład obniżenia określanego jako Raslavická brázda. Zabudowania ciągną się wzdłuż dolinki niewielkiego cieku wodnego spływającego w kierunku północno-wschodnim, na wysokości od 410 do 480 m n.p.m.

## Historia
Pierwsze wzmianki o wsi pochodzą z roku 1406, kiedy nazywała się Eberharthuagasa. Następnie występowała jako Eberhard (1427), Herwaltuw (1773), Herwaltowé (1808), węgierski Hervartó, a od 1920 Hervartov. Powstała około połowy XIV w. w ramach feudalnego "państwa" Kobyly, w następnym stuleciu należała do "państwa" Hertník, którym władała rodzina Perényich. W 1427 r. miała 20 port.
Mieszkańcy, obok rolnictwa i hodowli, zajmowali się pracą w lesie, ciesielstwem, wyrobem gontów i drewnianych sprzętów gospodarczych oraz furmanieniem. W XVII-XVIII w. oraz ponownie w latach 1873 - 1912 funkcjonowała we wsi niewielka huta szkła. W roku 1787 wieś miała 48 domów i 314 mieszkańców, a w roku 1828 58 domów z 478 mieszkańcami.
Obecnie mieszkańcy znajdują zatrudnienie głównie w niedalekim Bardejowie, częściowo również w miejscowym, założonym w 1959 r. spółdzielczym gospodarstwie rolnym (słow. Jednotné zemědělské družstvo).

## Zabytki
W miejscowości znajduje się cenny, drewniany kościół katolicki pw. św. Franciszka z Asyżu z 1500 r., zapisany wraz z innymi drewnianymi świątyniami w słowackich Karpatach na listę światowego dziedzictwa UNESCO w 2008 r., chroniony jako narodowy zabytek kultury.

## Turystyka
Przez Hervartov przebiega czerwono  znakowany, najdłuższy szlak turystyczny na Słowacji, Cesta hrdinov SNP. Jednocześnie jest to odcinek dalekobieżnego, międzynarodowego szlaku E8.